# جيم ليا
جيم ليا (بالإنجليزية: Jim Lea) هو عازف كمان ومغن مؤلف وكاتب أغاني وعازف بيانو وملحن وعازف قيثارة بريطاني، ولد في 14 يونيو 1952 في ولفرهامبتن في المملكة المتحدة.

## وصلات خارجية
- الموقع الرسمي
- جيم ليا على موقع IMDb (الإنجليزية)
- جيم ليا على موقع ميوزك برينز (الإنجليزية)
- جيم ليا على موقع أول ميوزيك (الإنجليزية)
- جيم ليا على موقع ديسكوغز (الإنجليزية)
- جيم ليا على موقع قاعدة بيانات الفيلم (الإنجليزية)